# 406 (číslo)
Čtyři sta šest je přirozené číslo. Následuje po číslu čtyři sta pět a předchází číslu čtyři sta sedm. Římskými číslicemi se zapisuje CDVI a řeckými číslicemi υς.

## Matematika
406 je:
- Deficientní číslo
- Složené číslo
- Nešťastné číslo

## Astronomie
- (406) Erna je planetka hlavního pásu, kterou objevil v roce 1895 Auguste Charlois

## Roky
- 406
- 406 př. n. l.